# Oleohidràulica

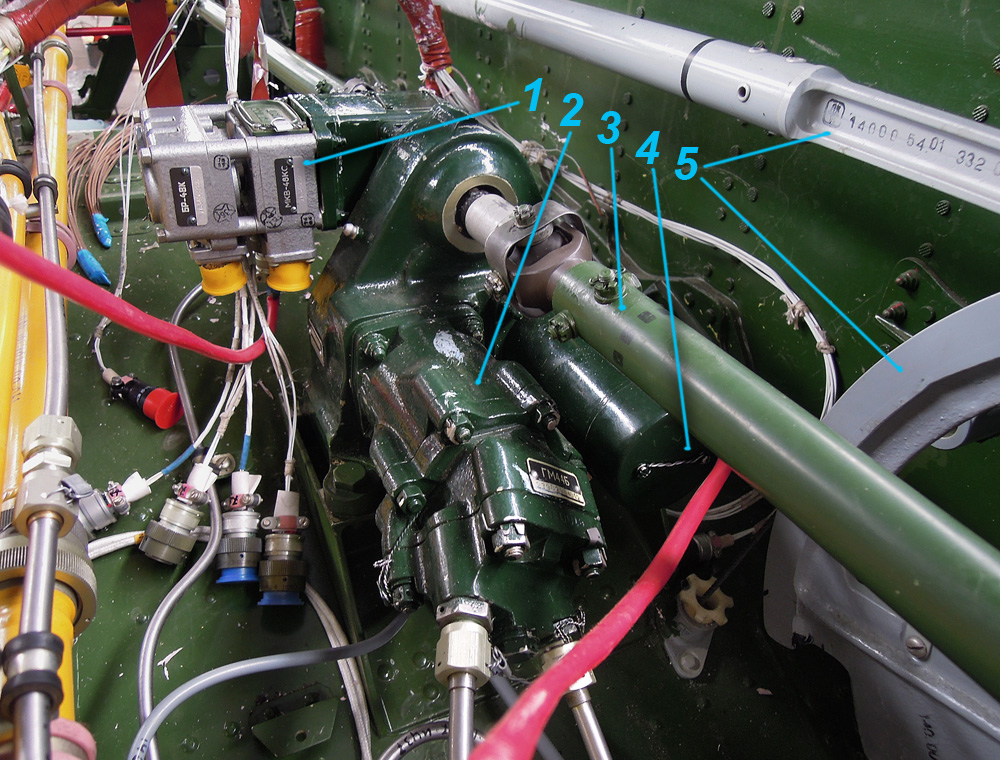
Transmissió hidroestàtica emprada per a moure els flaps de l'avió Antónov An-140.

La oleohidràulica  és una branca de la hidràulica. El prefix "oli" fa referència als fluids sobre la base de derivats del petroli, com l'oli mineral per exemple. En essència, l'oleohidràulica és la tècnica aplicada a la transmissió de potència mitjançant fluids confinats.

## Lleis oleohidràuliques
L'oleohidràulica es regeix per les mateixes lleis que els circuits hidràulics d'aigua. Les lleis més importants de la hidràulica són:
- Llei de Pascal, la qual expressa que l'increment de pressió aplicat a una superfície d'un fluid incompressible (líquid), contingut en un recipient indeformable, es transmet amb el mateix valor a cadascuna de les parts del mateix » .

- Principi de Bernoulli, exposa que en un fluid ideal (sense viscositat ni fregament) en règim de circulació per un conducte tancat, l'energia que té el fluid roman constant al llarg del seu recorregut.

## Simbologia hidràulica
Els símbols hidràulics segueixen la norma ISO 1219 (aquesta també és compartida amb elements pneumàtics encara que amb lleus diferències).

## Funcionament bàsic d'un circuit oleohidràulic
L'objectiu d'un circuit hidràulic és que per mitjà de vàlvules poder controlar un actuador hidràulic (ja sigui axial o rotatiu), per així al seu torn controlar diversos elements, com ara:
- Direcció assistida en els vehicles.
- Una estampadora.
- Maquinària industrial.
- Diversos processos productius.
- Etc.

## Avantatges de l'oleohidràulica
- L'oleohidràulica té l'habilitat, a diferència de l'aigua, que no corroeix els components interns dels circuits en els quals l'oli treballa, permetent així una major vida útil d'aquests components.
- L'oli en circuits hidràulics també té la propietat de lubricar i segellar entre càmeres a causa de les petites àrees entre cada component.
- L'oli a altes pressions es comporta com un sòlid i té un rang de compressió menyspreable. Aquesta propietat influeix en algunes altres:
  - L'oli permet una bona i fàcil regulació de la velocitat d'avançament d'actuadors.
  - Millor control de la posició en aturades dels actuadors.
  - Possibilitat de reversibilitat en el moviment dels actuadors.
  - L'oli permet una transmissió de potència més alta que l'aire a pressió.
- L'oleohidràulica i la pneumàtica comparteixen l'avantatge de permetre una millor protecció del circuit que no pas els sistemes de transmissió mecànic.
- Els sistemes hidràulics i oleohidràulics permeten la possibilitat arrencada i aturada en càrrega. Altres sistemes mecànics o electromecànics no ho permeten.[1]

## Perills en treball amb l'oleohidràulica
Els circuits oleohidràulics treballen normalment amb altes pressions a diferència dels circuits hidràulics amb aigua o els circuits pneumàtics, per això és molt important conèixer els riscos als quals s'està exposat.
- En treballar amb altes pressions s'està exposat a injecció d'oli a alta pressió, la qual pot arribar a tallar la pell i on l'oli s'introdueix sota d'aquesta.
- Els circuits hidràulics normalment desprenen molta temperatura, arribant fins i tot a temperatures superiors als 100 °C, de manera que al tocar-los poden produir cremades de diversa consideració.

## Inconvenients de l'oleohidràulica front a altres sistemes de transmissió.
- Els accionaments oleohidràulics són més complicats, cars i lents.
- Els sistemes oleohidràulics no permeten l'acumulació d'energia, solament la transmissió. Els pneumàtics en canvi si que en permeten l'acumulació d'energia.
- Els vessaments d'oli mineral al medi ambient són més perjudicials que els d'aire comprimit.